# Andrea Soldi
Andrea Soldi (Florence, vers 1703 - Londres, janvier 1771) est un peintre italien, actif en Angleterre au XVIIIe siècle.

## Biographie
George Vertue, unique source pour les premières années de Sordi, le décrit en 1738 comme un Florentin, d'environ trente-cinq ans ou peut-être plus, arrivé en Angleterre deux ans auparavant.  Il avait travaillé au Moyen-Orient, où il avait réalisé le portrait d'un marchand anglais qui lui avait suggéré de s'installer en Angleterre. Deux portraits d'un certain Thomas Sheppard, datant de 1733 et de 1735 - 1736, maintenant conservés dans des collections privées, datent de cette période.
À Londres, entre 1738 et 1744, Soldi obtient un certain succès; Vertue dit qu'entre avril et août 1738, Soldi a réalisé une trentaine de grands et petits portraits .  Il a eu comme clients les 2e et 3e ducs de Manchester (huit portraits), le 3e duc de Beaufort (quatre portraits à Badminton House , Gloucestershire), le 4e vicomte Fauconberg (huit portraits au prieuré de Newburgh, North Yorkshire). La technique picturale des portraits peints par Soldi est très différente des portraits de l'époque en Angleterre, représentés par la sobriété de Godfrey Kneller.
Le succès de Soldi est cependant de courte durée, puisqu'il commence à mener une vie dissolue, marquée par de nombreuses dépenses et, dès 1744, il se retrouve en prison pour dettes. Après sa remise en liberté, il ne parvient pas à reconquérir la célébrité et à se trouver d'importants clients comme à son arrivée à Londres. Du milieu des années 1740 au milieu des années 1760, lorsque sa carrière artistique s’achève, il ne réalise presque exclusivement que des portraits destinés à des membres de la classe moyenne, comme le portrait du jardinier John Greening, maintenant à Kentchurch Court. En conséquence, les derniers ouvrages de Soldi ont un aspect plus conservateur que ceux de sa première période. 

### Œuvres connues
- Portrait de Thomas Sheppard , huile sur toile, 1733 environ, collection Berger, Denver
- Portrait de Thomas Barrett-Lennard, 17ème Lord Dacre ,
- Portrait d'Anne (née Waller), Lady Stapylton (1718-1791) , huile sur toile, 1738 environ, National Portrait Gallery , Londres
- Autoportrait , huile sur toile, 1753
- Portrait de John Michael Rysbrack travaillant sa statue d'Hercule en terre cuite , huile sur toile, 1753, Yale Center for British Art, New Haven
- Portrait de James Gibbs, huile sur toile, Galerie nationale d'Écosse
- Portrait de Sir Robert et de Lady Smyth avec leur fils Hervey , huile sur toile, 1738-1739, Yale Center for British Art, New Haven
- Portrait de Louis François Roubiliac , huile sur toile, 1751, Dulwich Picture Gallery , Londres

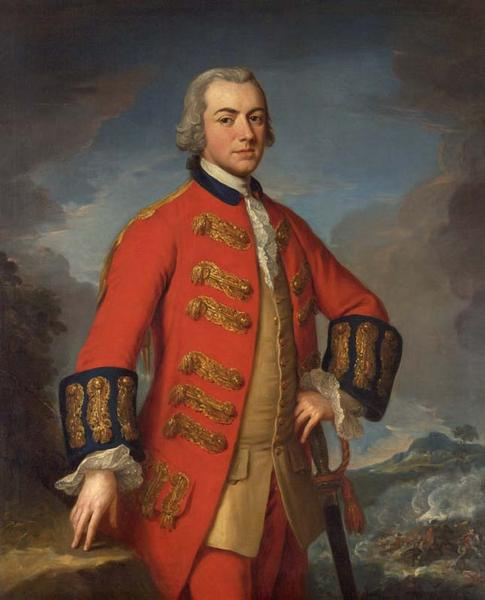
Henry Clinton, c.1762-65
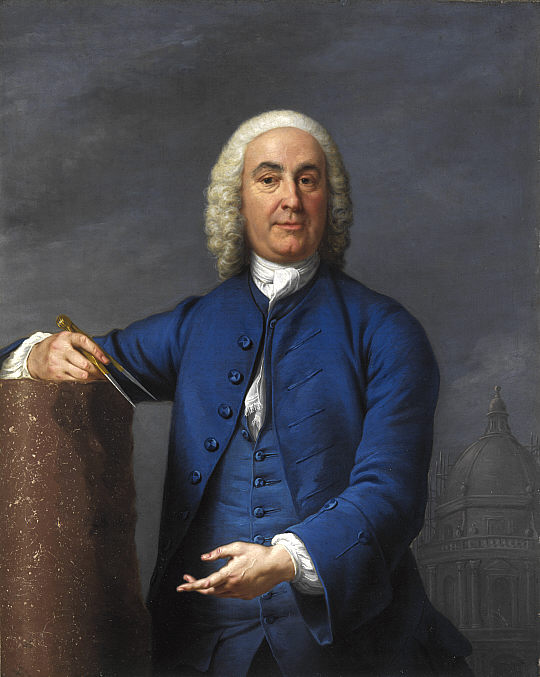
James Gibbs, c.1750
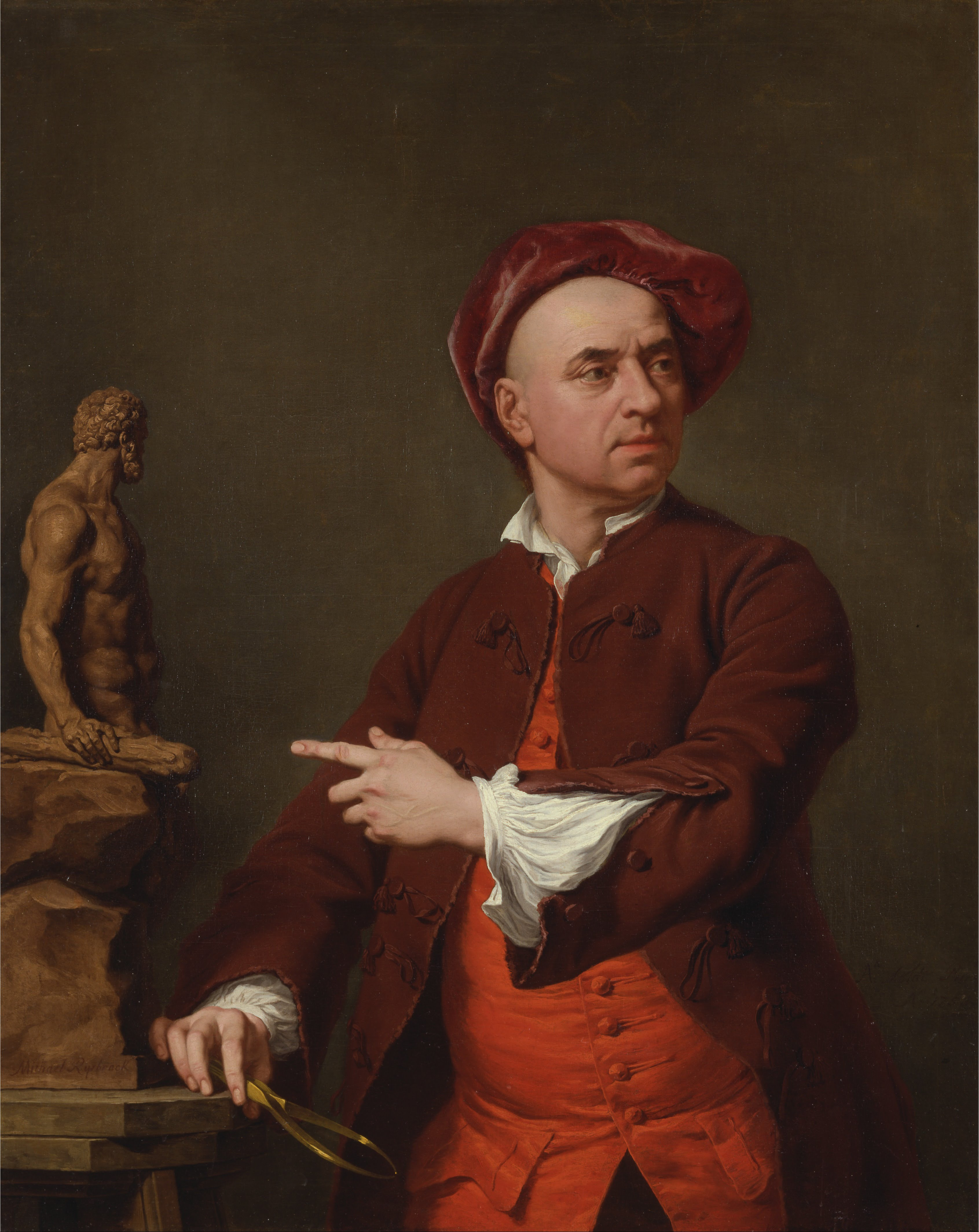
John Michael Rysbrack travaillant à sa statue d'Hercule